# Christine Fahringer Salmon
Christine Salmon (de soltera, Fahringer, 22 de julio de 1916 — 10 de octubre de 1985) fue una arquitecta y educadora estadounidense, originaria de Pensilvania. Dio clases en las universidades tanto de Pensilvania como de Oklahoma. Junto con su esposo, fundó la firma Salmon and Salmon, especializándose en el diseño de viviendas para personas discapacitadas.

## Biografía
Christine Fahringer nació el 22 de julio de 1916 en Audenried (Pensilvania) hija de Elizabeth (de soltera, Tench) y Walter Fahringer. Creció en Pensilvania y acudió a la George School. Fahringer continuó su educación con una licenciatura en 1941 y luego en 1943, se graduó con un máster en arquitectura, ambos de la Universidad de Pensilvania. El 22 de abril de 1946 en Hazleton (Pensilvania), se casó con su colega arquitecto F. Cuthbert Salmon y fundaron la firma arquitectónica Salmon and Salmon. Ese mismo año, empezó a trabajar enseñando como profesora asociada en arquitectura en la Universidad Estatal de Pensilvania. Junto con su esposo, diseñó principalmente viviendas centrándose en diseños funcionales para aquellos que tenían discapacidades físicas.
Trabajando en el departamento de arte y diseño de viviendas en la universidad, Salmon enfatizó la importancia de la función, aspectos espaciales, el entorno y la integración de varios elementos de los campos de la construcción, diseño interior y arquitectura para crear edificios que eran más prácticos para las necesidades del cliente. Más que centrarse en un desafío específico toda la casa fluye, con un uso funcional de la decoración y, en conjunto, cómodas. Ella y su marido, conjuntamente, escribieron varios libros sobre diseño a partir de finales de los años cincuenta.
En 1959, Cuthbert aceptó una posición en la universidad estatal de Oklahoma, en la Escuela de Arquitectura y Artes Aplicadas y la pareja se reubicó en Stillwater (Oklahoma). Debido a las restricciones para evitar nepotismo, a Salmon se le prohibió enseñar arquitectura, y pidió trabajo en el Colegio de Economía Doméstica, donde la contrataron como profesora asociada en el departamento de Vivienda y diseño interior. Desde 1969 hasta 1985, Salmon sirvió en la Comisión Nacional de Vivienda del American Institute of Architects y fue admitida como socia de la AIA por su obra creando modelos para personas con problemas físicos y mentales. En los setenta, Salmon fue profesora invitada en varias universidades diferentes, incluyendo la Universidad Estatal de Ohio, Universidad Texas Tech, la Universidad de Iowa, la Universidad de Nebraska, y universidades en Arabia Saudí y Taipéi, Taiwán.
Salmon ganó el premio OSU Maestra del Año tres veces: en 1966, 1971 y 1978 Desde 1973 hasta 1978, y como presidenta en 1974, actuó en la Comisión de Planeamiento de Stillwater y luego desde 1977 hasta 1982, Salmon sirvió en el Ayuntamiento de Stillwater. Fue incluida en el Salón de la Fama de Mujeres de Oklahoma en 1982, su año inaugural. Desde 1982 hasta su muerte, Salmon trabajó como alcaldesa de Stillwater, la primera mujer que desempeñó el cargo. En 1984, se estableció el Chris Salmon Endowed Professorship en su honor en OSU.
Salmon murió el 10 de octubre de 1985 en Stillwater, Oklahoma después de haber sufrido cáncer durante largo tiempo. Fue honrada póstumamente con un parte, el Chris Salmon Plaza, que recibió este nombre en su honor en Stillwater y un ladrillo con su nombre escrito se colocó por un antiguo estudiante en la "Plaza de las heroínas" de la Universidad Estatal de Iowa.

## Obras escogidas
- 1956 Residencia Hatcher, State College, Pensilvania[16]
- 1957 Woods School Child Study Treatment and Training Center, Langhorn, Pensilvania[16]
- 1958 Residencia Pike, State College, Pensilvania[16]
- 1964 Iglesia episcopaliana de St. Andrews, Stillwater, Oklahoma[17]
- 1969 Capilla luterana, Stillwater, Oklahoma[16]
- Centro de rehabilitación Starting Point II, Stillwater, Oklahoma[18]

## Publicaciones escogidas
- Salmon, F Cuthbert; Salmon, Christine F. (1959). Rehabilitation center planning: an architectural guide. University Park, Pennsylvania: Pennsylvania State University Press. OCLC 649661.
- Salmon, F Cuthbert; Salmon, Christine F. (1964). The blind; space needs for rehabilitation. Stillwater, Oklahoma: Oklahoma State University. OCLC 14548239.
- Salmon, Christine F. (1966). Sheltered Workshops: An Architectural Guide. Stillwater, Oklahoma: Oklahoma State University. OCLC 939894.
- Salmon, Christine F.; Salmon, F Cuthbert (1978). «Housing the Elderly». Journal of Home Economics 70 (4): 23-25.